# Eberhard Gaupp
Eberhard Gaupp (* 12. Juni 1734 in Schaffhausen; † 18. Februar 1796 ebenda) war ein Schweizer Kaufmann.

## Leben
Eberhard Gaupp war der Sohn des Kaufmanns Johann Jacob Gaupp (1713–1779), dessen Familie aus Lindau am Bodensee stammte und 1730 in Schaffhausen eingebürgert wurde.
Er war sowohl im Tuch- als auch im Salzhandel erfolgreich tätig und galt als eine angesehene Persönlichkeit mit regen literarischen Interessen und einem ausgeprägten religiösen Bedürfnis; dazu war er ein enger Freund des reformierten Pfarrers Johann Kaspar Lavater. Er unterhielt vielfältige Kontakte, insbesondere zu Vertretern der Herrnhuter Brüdergemeine, gegen die er anfangs Vorbehalte hatte. Nach einem Gespräch im Juli 1777 mit Anton Stähli, der die organisatorische Leitung der Herrnhuter Brüdergemeine in der Schweiz hatte, bat er diesen, er möge ihn auch in Zukunft weiter besuchen und nahm kurz darauf bereits an einer Versammlung der Schaffhausener Sozietät der Brüdergemeine teil. 1782 schickte er seine Tochter Maria Katharine auf das von den Herrnhutern geleitete Erziehungsinstitut in Montmirail (heute: Communauté Don Camillo), das seinerzeit der spätere Bischof Friedrich von Wattenwyl erworben hatte. Diese heiratete später den Lavaterschüler Johann Georg Müller.
Eberhard Gaupp war seit 1767 mit Maria Catharina (* 1728; † 10. Februar 1796), Tochter des Hans Jacob Ammann, Ratsherrn und Zunftmeisters, verheiratet. Gemeinsam hatten sie eine Tochter:
- Maria Katharina Gaupp (* 1768; † 1819), verheiratet mit Johann Georg Müller.

Als Eberhard Gaupp verstarb, erlosch auch die männliche Linie der Familie.